# Масенате Мохато Сиисо
Масенате Мохато Сиисо (англ. Masenate Mohato Seeiso; до замужества Анна Карабо Мотшёненг; род. 2 июня 1976, Мапотенг) — супруга короля Лесото Летсие III.

## Биография

### Происхождение и образование
Масенате Мохато Сиисо родилась 2 июня 1976 года в семье Текисо Мотшёненга и его супруги Макарабо, став старшей из 5 детей в семье. 
В 1990 году она поступила в Международный колледж Мачабенга в Масеру, который закончила в 1996 году, получив аттестат о среднем образовании и диплом международного бакалавриата. Затем она поступила в Национальный университет Лесото, где она продолжила своё образование, чтобы получить степень бакалавра наук.

### Благотворительность
В 1993 году она получила бронзовую медаль премии принца Мохато, а также сертификат о первой медицинской помощи.
Королева-консорт известна своей благотворительной деятельностью, которая связана с помощью людям с ограниченными возможностями, а также является патроном Общества Красного Креста Лесото и детской деревни — SOS. Помимо этого королева Масенате участвует в кампании, которая направлена на борьбу против СПИДа в стране и помогает людям, которые страдают этой болезнью.

### Семья
18 февраля 2000 года вышла замуж за короля Летсие III. У супругов в браке трое детей:
- Принцесса Сенате Мохато Сиисо (род. 7 октября 2001);
- Принцесса Масейсо Мохато Сиисо[англ.] (род. 20 ноября 2004);
- Принц Леротоли Мохато Беренг Давид Сиисо (род. 18 апреля 2007) — наследник трона.

## Награды
- Орден Мошвешве[2]
- Командор ордена Академических пальм (2018 год, Франция)[3]